# Пимен (Пєгов)
Пимен Пеґов (у миру Павло Григорович Пєгов; 26.10.1875, за ін. даними, 1876—1942) — російський та грузинський церковний діяч. Ректор Тифліської духовної семінарії та 2-ий Екзарх Грузії Відомства православного сповідання Російської імперії. В часи большевизму — архієпископ Подільський і Брацлавський, митрополит Київський і всієї України для Української православної автокефальної церкви (УПАЦ; за статутом — Всеукраїнська спілка релігійних громад Православної автокефальної синодальної церкви; інші назви — Обновленсько-синодальна церква, «Жива церква», із 1925 — Всеукраїнська православна автокефальна синодальна церква; див. Обновленський рух). Кандидат богослов'я (1901).

## Життєпис
Народився в Уфимській губернії в селянській родині. 1895 закінчив Уфимську духовну семінарію РПЦ, того ж року його призначили наглядачем Уфимського духовного училища. 1897—1901 навчався в Казанській духовній академії РПЦ, 1898 прийняв чернечий постриг і був рукопокладений у сан ієродиякона, 1900 — у сан ієромонаха. 1901 отримав ступінь кандидата богослов'я, того ж року став викладачем Уфимського духовного училища. Із 1902 — голова Уфимського відділення Єпархіальної училищної ради.
Із 1903 — помічник наглядача Уфимського духовного училища, із грудня 1903 й до 1906 — наглядач Солікамського духовного училища. 1904 піднесений до звання соборного ченця Московського Донського ставропігійного монастиря. 1906 призначений наглядачем Бугурусланського духовного училища. 15 серпня 1907 піднесений до сану архімандрита і призначений ректором Тифліської духовної семінарії. Одночасно був членом Грузино-Імеретинської синодальної контори.
13 лютого 1911 піднесений до сану єпископа Бакинського, 2-го вікарія екзарха Грузії. Із 13 грудня 1912 по 12 лютого 1915 — єпископ Єреванський, вікарій екзарха Грузії. Із 1914 тимчасово керував Грузинським екзархатом РПЦ. 12 лютого 1915 призначений єпископом Балтським, вікарієм Подільської єпархії. 1918—21 — єпископ Подільський і Брацлавський. 1921 піднесений до сану архієпископа й до 1923 посідав кафедру архієпископа Подільського і Брацлавського.
У жовтні 1923 на соборі в Харкові архієпископ Пимен проголосив утворення Української синодальної церкви та очолив її синод із титулом митрополита Харківського. Був викладачем Вищої української богословської школи. Організатор Всеукраїнських соборів 1925 і 1928, домігся соборного скасування постанов обновленського Помісного собору 1923 про визнання рівнозначним і рівночесним білого та чернечого єпископату, заборони повторних шлюбів для духовенства.
27 січня 1925 як голова Всеукраїнського Священного Синоду увійшов до складу Всеросійського з'їзду Пленуму Священного Синоду. Був делегатом 3-го Всеросійського собору (обновленського). Після перенесення столиці України до Києва — митрополит Київський і всієї України.

### Останні роки
16 лютого 1935 через небажання підкоритися єдиному керівництву Священного Синоду Православних церков СРСР звільнений за штат. Після повернення до патріаршої РПЦ знову посів кафедру архієпископа Подільського і Брацлавського.
Помер у тюрмі Куп'янська.